# Garnuddens naturreservat

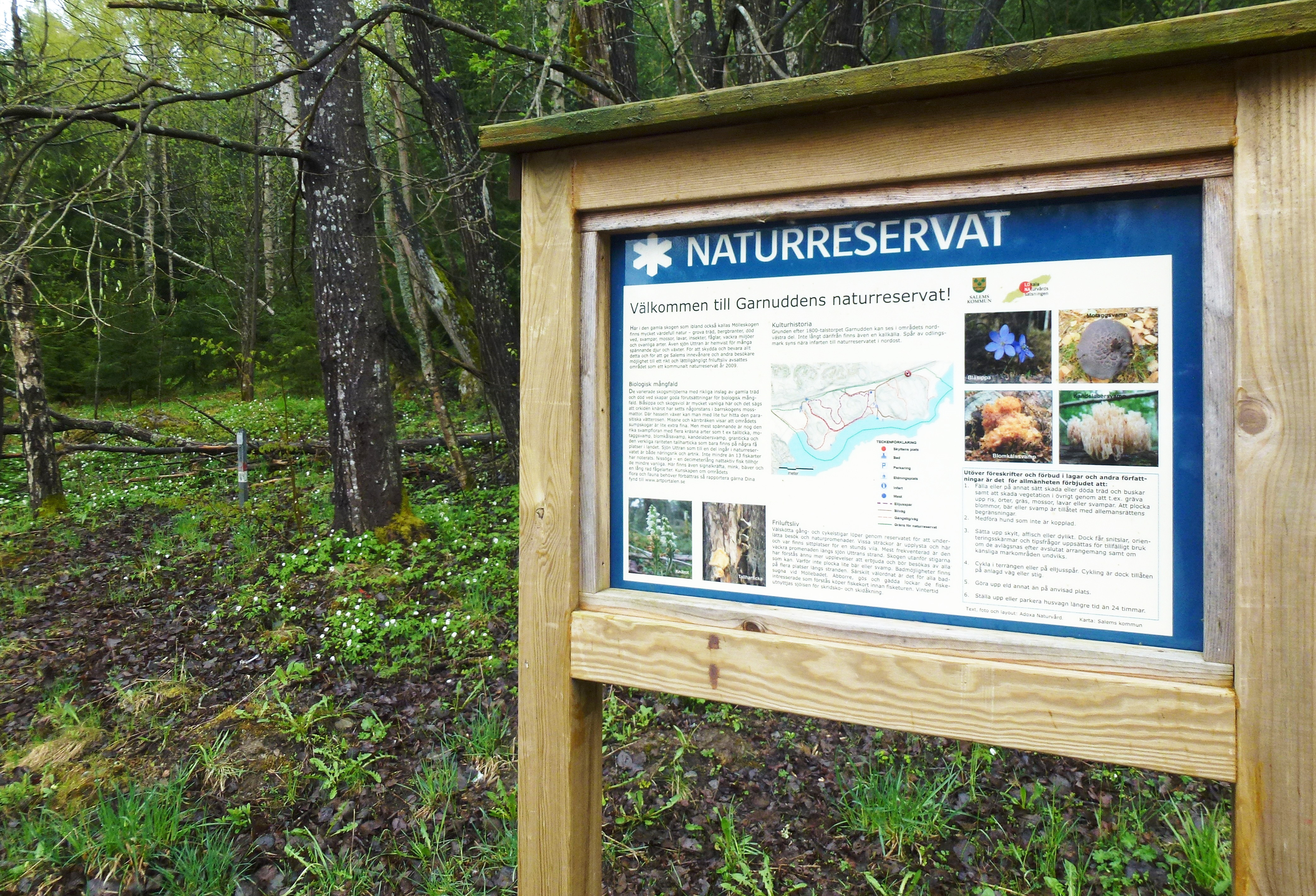
Entré till Garnuddens naturreservat.

Garnuddens naturreservat är ett naturreservat som ligger längs med sjön Uttrans norra strand i Salems kommun. Reservatet har en storlek på cirka 70 hektar och bildades år 2010. Det var då Salems första naturreservat. Mitt i området ligger Möllebadet. Garnudden ägs och förvaltas av Salems kommun. 

## Beskrivning
Området för Garnuddens naturreservat, som även kallas Mölleskogen, präglas av ett typiskt sprickdalslandskap med varierad och kuperad topografi.  Här finns flera rödlistade arter och skogsområden med en del värdefull död ved och gamla träd. I nordväst finns husgrunder efter det gamla torpet Garnudden som gav området sitt namn. Mitt i reservatet ligger Möllebadet med en cirka 100 meter lång sandstrand. Här finns även möjlighet att parkera sin bil. Härifrån utgår motionsspår och promenadvägar med utblickar över Uttran.
Enligt kommunen är syftet med reservatet ”…att skydda det tätortsnära naturområdet för att Salems invånare även i framtiden ska kunna nyttja området för friluftsliv och för att bevara och vårda områdets värdefulla naturmiljö samt främja den biologiska mångfalden”.

## Bilder

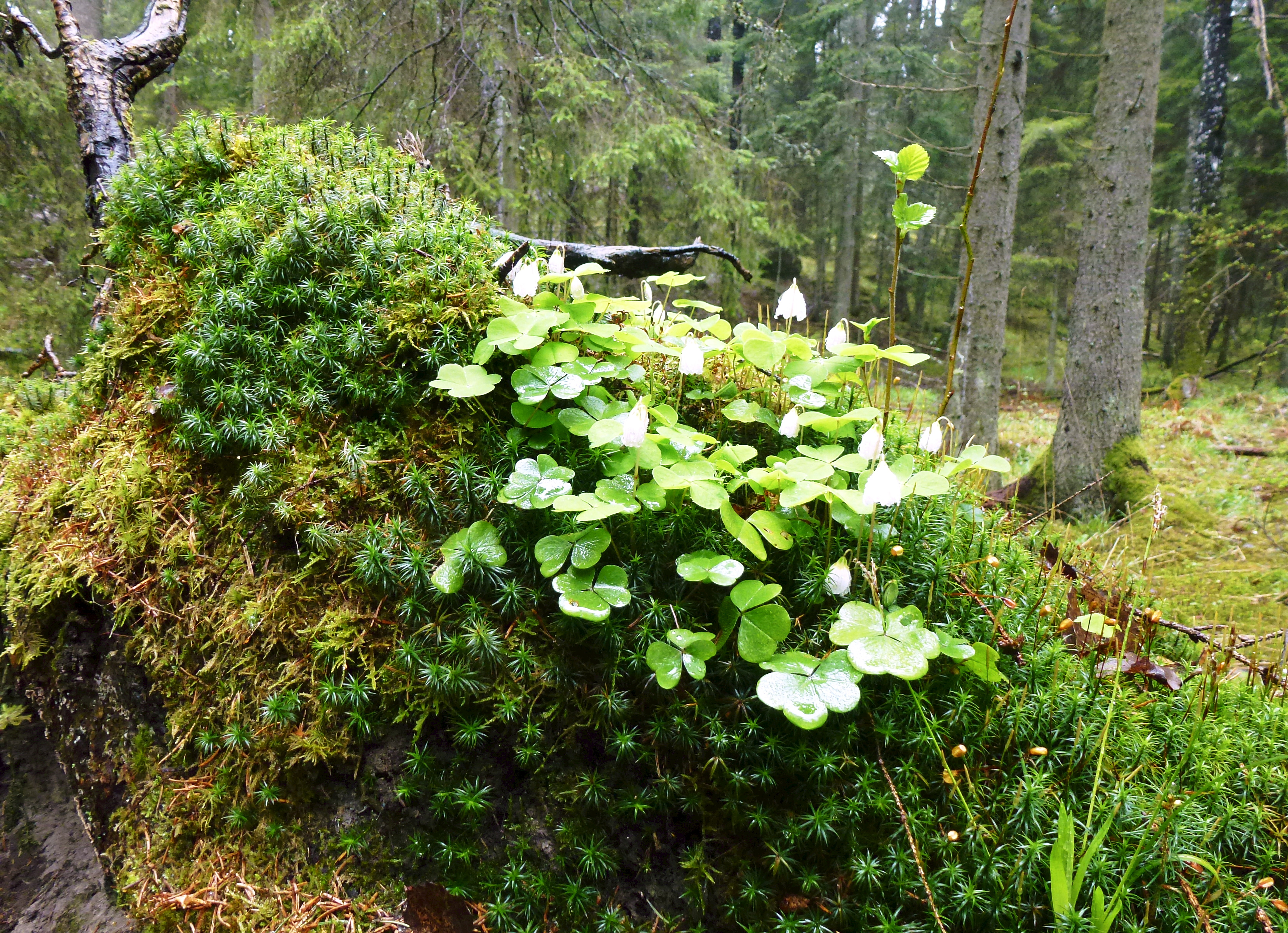
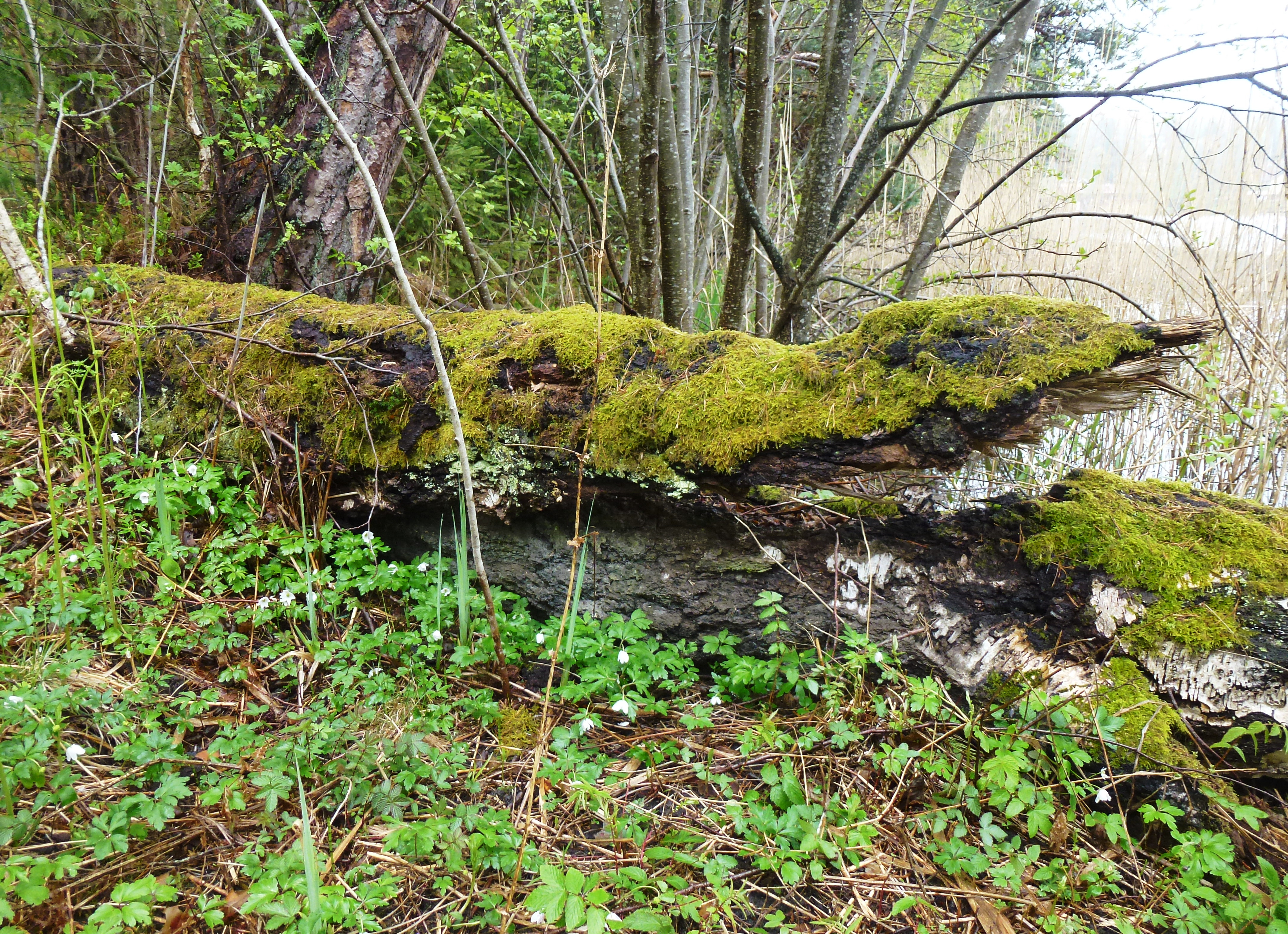
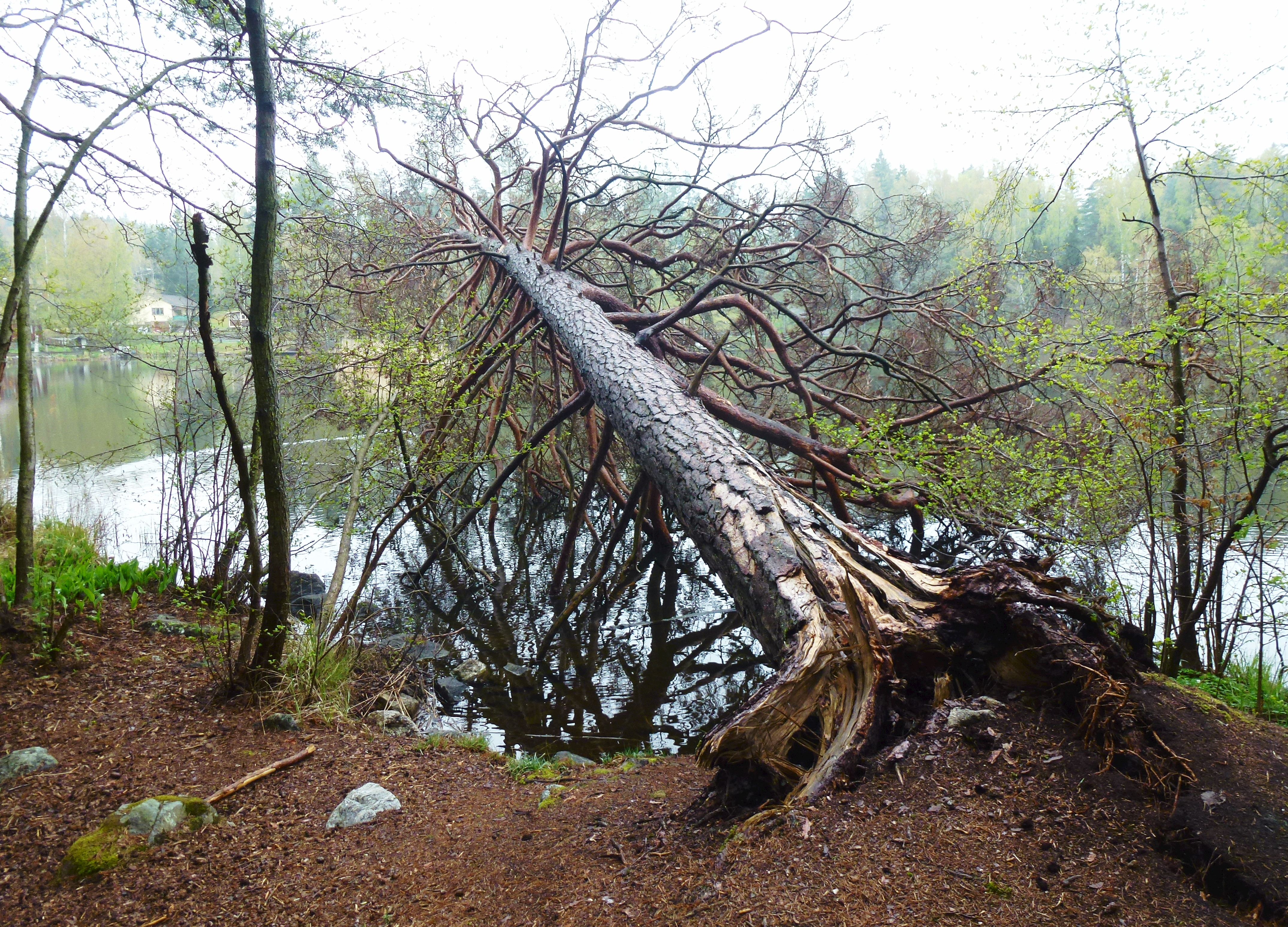